# Barça de les Cinc Copes
Es coneix amb el nom del Barça de les Cinc Copes l'equip de futbol del FC Barcelona que dominà el futbol espanyol a inicis de la dècada de 1950. Aquest equip fou liderat al camp per Ladislau Kubala. La massa social del club va créixer fins a fer petit el Camp de les Corts, fet que obligà a la construcció del Camp Nou l'any 1957. Podem per tant estendre aquest període entre 1951 i 1957.

## Resultats esportius

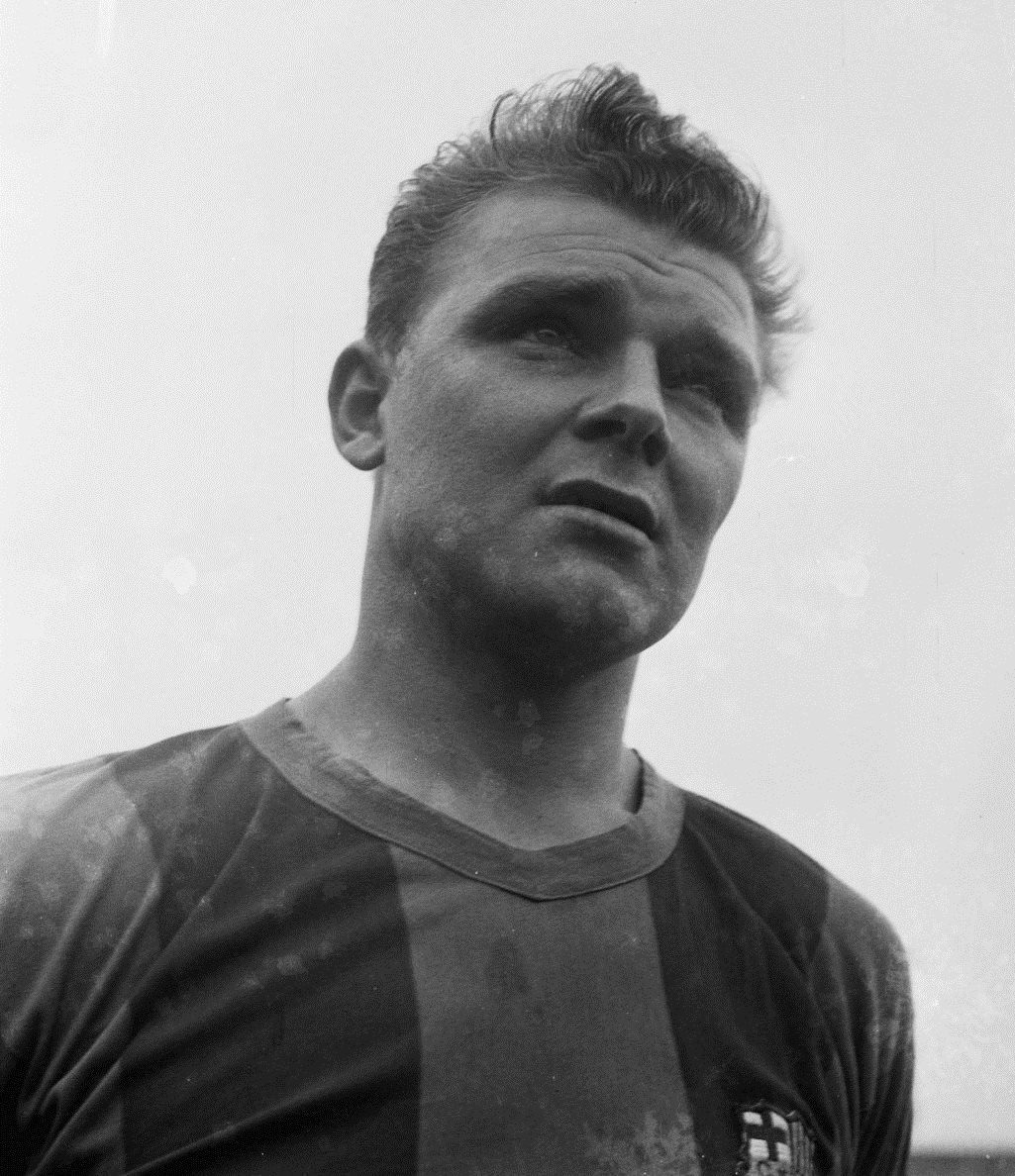
Kubala

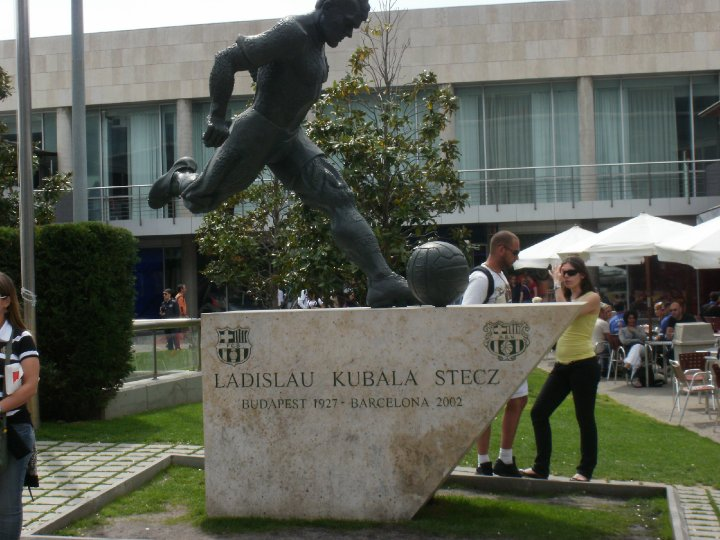
Monument a Kubala al Camp Nou

L'any 1950 el FC Barcelona fitxà Ladislau Kubala, el qual va esdevenir la pedra angular sobre la qual es va construir un gran equip.
Kubala s'exilià del seu país amb alguns companys i marxà cap a Occident, fet pel qual la FIFA el sancionà durant un any. En aquest període ingressà primer a Pro Patria italià. Posteriorment, juntament amb el seu cunyat i entrenador Ferran Daucik, formà l'Hungaria, un equip d'exiliats, i començà a recórrer Europa. L'equip arribà a Barcelona i disputà un partit amistosos amb el RCD Espanyol. Josep Samitier es fixà en ell i el 15 de juny de 1950 el fitxà pel Barcelona, juntament amb Daucik, nou entrenador.
Entre 1951 i 1953, el Barça guanyà tots els títols en joc a Espanya, les lligues de 1951-52 i 1952-53 i les copes de 1950-51, 1951-52 i 1952-53. A més, també cinc foren els títols assolits la temporada 1951-52. A més de la lliga i la copa, el club guanyà la Copa Llatina, la Copa Eva Duarte i el Trofeu Martini & Rossi. Aquests èxits portaren al sobrenom de Barça de les Cinc Copes. A més de Kubala, formaren part d'aquest equip grans jugadors com Antoni Ramallets, Gustau Biosca, Joan Segarra, Estanislau Basora o César Rodríguez.
La primera copa arribà la temporada 1950-51 amb una victòria per 3 a 0 a la final davant la Reial Societat. La següent temporada es guanya la lliga espanyola amb tres punts d'avantatge sobre l'Athletic Club i la Copa. La final de Copa es disputa el 25 de maig de 1952 i el Barça derrotà el València CF per 4 a 2, a la pròrroga, amb gols de Basora, Vila, Kubala i César, remuntant un 0-2 en contra. L'equip campió fou el format per Ramallets; Martín, Biosca, Seguer; Gonzalvo III, Bosch; Basora, César, Vila, Kubala i Manchón. A la Copa Llatina derrotà la Juventus de Torí per 4 gols a 2 i l'OGC Niça per 1 a 0, a la final de París. Jugaren aquests dos partits Ramallets, Martín, Biosca, Seguer, Escudero, Bosch, Basora, César, Vila/Aldecoa, Kubala i Manchón. La Copa Eva Duarte de Perón es guanyà sense disputar cap partit, en ser el Barça campió de Lliga i Copa. També guanyà el Trofeu Martini Rossi, que s'atorgava al club de la primera divisió espanyola que assolia el millor balanç de gols marcats - gols encaixats durant el campionat.
La temporada 1952-53 el Barça tornà a repetir títols de Lliga i Copa, a més de la Copa Eva Duarte i novament el Trofeu Martini Rossi, és a dir, quatre trofeus més. La lliga la guanyà amb dos punts d'avantatge sobre el València CF, mentre que en la copa derrotà en la final l'Athletic Club per 2 a 1.
A continuació transcorregueren alguns anys sense títols, fins que el 1957 es tornà a guanyar la Copa espanyola i la Petita Copa del Món. S'estava gestant l'equip, que amb la base del Barça de les Cinc Copes dominaria de nou el futbol espanyol de finals del 50, liderat per Helenio Herrera.
Aquest gran equip encara podria haver estat millor si no hagués estat per l'anomenat "Cas Di Stefano". Quan el Barça semblava que tenia totalment contractat Alfredo Di Stefano (jugador argentí propietat del River Plate, però amb els drets cedits al club Millonarios de Bogotà), determinats estaments del règim franquista van intervenir dificultant que el jugador tanqués la seva incorporació definitiva al Barça. El 15 de setembre, la Federació Espanyola de Futbol va emetre un comunicat en el qual autoritzava Di Stefano a jugar quatre temporades a la Lliga Espanyola, dues amb el Reial Madrid i dues amb el Barça. La comissió directiva del Barça, presidida per Enric Martí i Carreto, va dimitir en ple el 22 de setembre en protesta per la decisió i l'endemà la Comissió Gestora va firmar un comunicat en el qual renunciava a tots els drets sobre el jugador (4,4 milions de pessetes) a favor del Madrid. Cal dir que enmig d'aquest problema, Di Stefano va aconseguir jugar tres partits amb la samarreta blaugrana, però les interferències del règim van fer possible que el Madrid acabés fitxant l'argentí. Aquest fet esdevindria crucial per la història dels dos equips, ja que fins aleshores el palmarès del Barça era superior al de l'equip blanc, mentre que posteriorment el Madrid, amb qui un dels jugadors més importants de tots els temps aconseguiria l'hegemonia guanyant cinc copes d'Europa.

## Aspectes socials

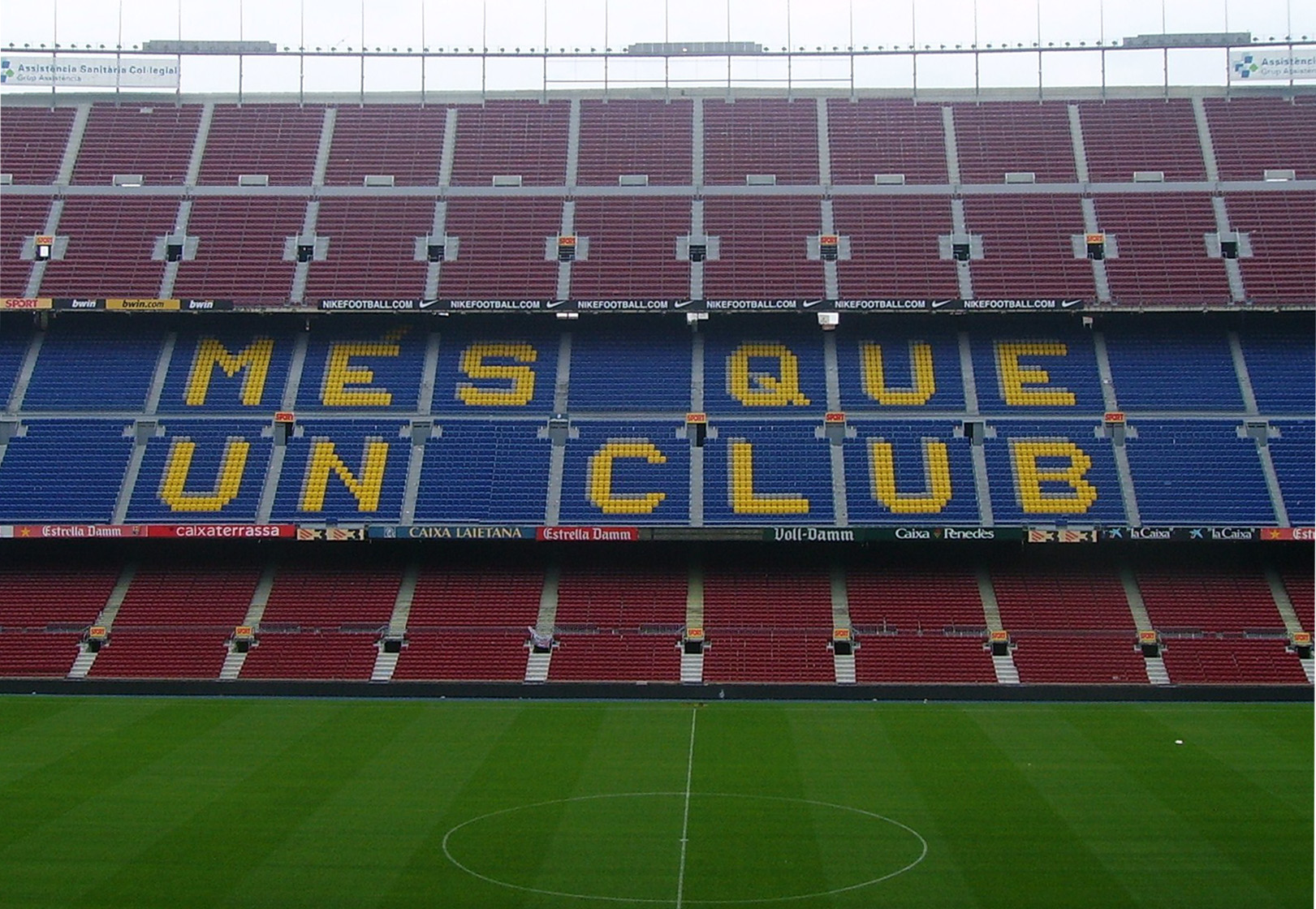
Camp Nou.

Aquesta bona època a nivell futbolístic va portar com a conseqüència un considerable creixement de la massa social al club. Dels 26.300 socis es va passar als 52.791, un increment lleugerament superior al 100%. Les victòries de l'equip i el mite de Kubala van ser clau per fidelitzar els seguidors. A més, a partir de 1951 es produeix una incipient recuperació econòmica que afavorí aquest gran creixement.
Aquest increment social va fer que el Camp de les Corts es quedés petit, cosa que decidí els seus dirigents a construir un nou estadi, el Camp Nou, que s'inaugurà l'any 1957 amb 60.000 places gràcies a la requalificació de terrenys urbanístics atorgada pel règim franquista. L'any 1953, l'eslògan electoral de Miró-Sans era "Necessitem, volem i tindrem un nou camp". Aquest eslògan fou decisiu per convertir-lo en president del Barça, en unes eleccions celebrades el mateix 1953, i que, com a fet destacat, foren les primeres eleccions semi-democràtiques (hi van votar només els socis masculins) a la presidència del club.
Durant els gairebé 40 anys de la dictadura de Franco a Espanya, quan es van prohibir i reprimir les institucions polítiques catalanes, el club va esdevenir un dels símbols de la lluita anti-franquista a Catalunya i de la resistència contra el centralisme que representava el règim franquista. L'estadi del FC Barcelona restà com un dels pocs escenaris públics on els afeccionats s'expressaven amb una certa llibertat i el club esdevingué el millor ambaixador de Catalunya a l'exterior, fent dels emblemes del club símbols de catalanitat, al mateix temps que representava una via inequívoca d'integració al país per molts immigrants que arribaven d'arreu d'Espanya i volien fer propis els senyals d'identitat col·lectiva de la seva nova llar.

Va ser durant aquells anys de repressió de les llibertats públiques i de la cultura catalana quan es va començar a popularitzar l'eslògan que defineix el Barça com a "més que un club", a partir del discurs de presa de possessió del càrrec de president de Narcís de Carreras, el 17 de gener del 1968. Tanmateix, l'origen de la frase és controvertit i sembla que "l'eslògan no té una paternitat individual, sinó que va sorgir de manera espontània en molta gent a la vegada", en paraules del president Jordi Pujol i Soley. De fet, el mateix president Pujol referencia una carta seva des de la presó dirigida a la seva dona i datada el 3 de març del 1962 on afirma (en castellà per raons òbvies de censura): 
Tú me dirás que el fútbol ya no es un deporte, y tendrás en parte razón: el fútbol de alto nivel se ha convertido en una merienda de negros y en un instrumento de masificación. Pero hay otros dos aspectos que no podemos obviar. El Barcelona es más que un club de fútbol....
Joan Manuel Serrat immortalitzà l'equip de les Cinc Copes en la tornada de la seva cançó Temps era Temps:
Fills d'Una, Grande y Libre, Metro-Goldwyn-Mayer

Lo toma o lo deja, Gomas y lavajes

Quintero, León i Quiroga, Panellets i penellons

Basora, César, Kubala, Moreno i Manchón.

## Jugadors
A continuació es llisten per demarcació els jugadors titulars a cadascuna de les temporades.
|                                                                       |                                                  | Porter Ramallets (51-53, 55-57) Velasco (54)                           |                                                                                          |                                                              |
|                                                                       | Defensa dret Biosca (51-54, 56) Brugué (55, 57)  | Defensa central Seguer (51-56) Olivella (57)                           | Defensa esquerre Martín (51-52) Flotats (53-54) Hanke (55) Gràcia (56-57)                |                                                              |
|                                                                       | Mig dret Segarra (51-56) Vergés (57)             |                                                                        | Mig esquerre Gonzalvo III (51-54) Bosch (53-57)                                          |                                                              |
| Extrem dret Basora (51-54, 57) Moll (56) Mandi (57)                   | Interior dret Marcos Aurelio (51) Kubala (52-57) | Davanter centre César (51-54) Villaverde (55-56) Eulogio Martínez (57) | Interior esquerre Szegedi (51) Aldecoa (52) Vila (52) Moreno (53-55) Luis Suárez (56-57) | Extrem esquerre Nicolau (51) Manchon (52-56) Tejada (54, 57) |
| Entrenador: Daucik (51-54) Puppo (55) Platko (55-56) Balmanya (56-57) |                                                  |                                                                        |                                                                                          |                                                              |

## Palmarès
- 2 Campionats de Lliga espanyola:
  - 1951-52, 1952-53
- 4 Copes del Rei:
  - 1951, 1952, 1953, 1957
- 2 Copes Eva Duarte de Perón:
  - 1952, 1953
- 1 Copa Llatina:
  - 1952
- 1 Petita Copa del Món:
  - 1957